# Anastasia Tsjoelkova
Anastasia Tsjoelkova (Russisch: Анастасия Александровна Чулкова; ) is een Russisch baan- en wegwielrenster. Tsjoelkova won in 2012 de puntenkoers op de Wereldkampioenschappen baanwielrennen. Op 15 mei 2012 won ze haar eerste UCI-wedstrijd de GP Maykop.  

## Belangrijkste resultaten

### Wegwielrennen
2012
Grote Prijs van Majkop
2013
3e etappe Ronde van Adygea
3e etappe Trophée d'Or
2015
3e etappe Ronde van Zhoushan

### Baanwielrennen
| Jaar        | RK                                   | EK                         | WK          | Overig                          |
| Als junior  | Als junior                           | Als junior                 | Als junior  | Als junior                      |
| ----------- | ------------------------------------ | -------------------------- | ----------- | ------------------------------- |
| 2002        |                                      |                            | keirin      |                                 |
| 2003        |                                      | puntenkoers · 500m tijdrit | sprint      |                                 |
| Als belofte |                                      |                            |             |                                 |
| 2005        |                                      | keirin                     |             |                                 |
| 2006        |                                      | sprint                     |             |                                 |
| 2007        |                                      | puntenkoers                |             |                                 |
| Als elite   |                                      |                            |             |                                 |
| 2006        | 500m tijdrit                         |                            |             |                                 |
| 2007        | puntenkoers, achtervolging · sprint  |                            |             | WB Sydney: ploegenachtervolging |
| 2008        | achtervolging, scratch · puntenkoers | omnium                     |             |                                 |
| 2009        |                                      |                            |             |                                 |
| 2010        |                                      |                            |             |                                 |
| 2011        | omnium, ploegenachtervolging         |                            |             | WB Manchester: scratch          |
| 2012        |                                      |                            | puntenkoers |                                 |
| 2013        | omnium                               |                            |             |                                 |
| 2014        |                                      |                            |             |                                 |
| 2015        |                                      |                            |             |                                 |
| 2016        |                                      |                            |             |                                 |
| 2017        | scratch, omnium                      |                            |             |                                 |
| 2018        | ploegenachtervolging                 |                            |             |                                 |
| 2019        | omnium, ploegenachtervolging         |                            |             |                                 |